# 20 Virginis
20 Virginis är en gul jätte i Jungfruns stjärnbild.
Stjärnan har visuell magnitud +6,28 och är svagt synlig för blotta ögat vid god seeing. Den befinner sig på ett avstånd av ungefär 470 ljusår.